# Schießbuch

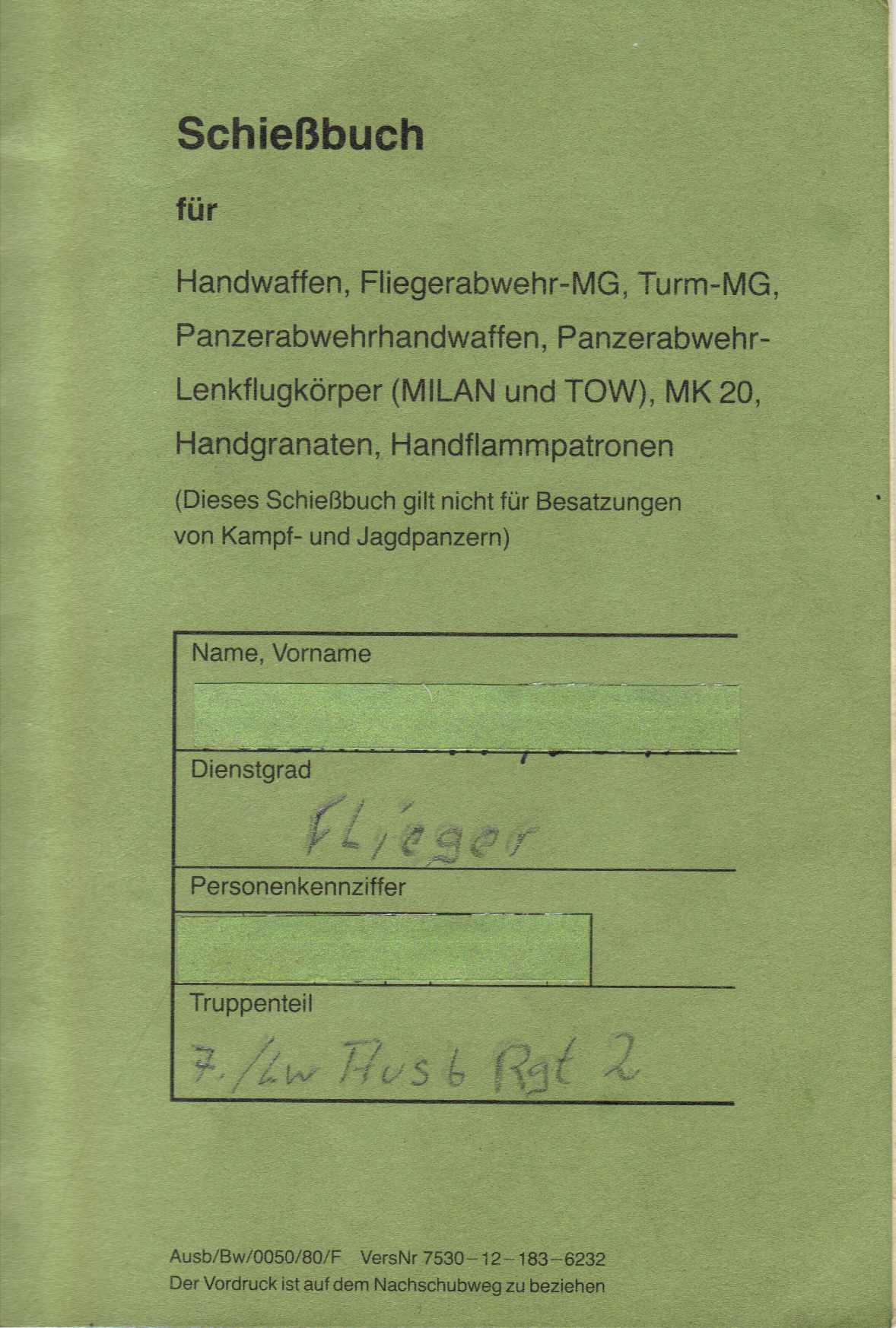
Schießbuch der Bundeswehr (vordere Umschlagseite)

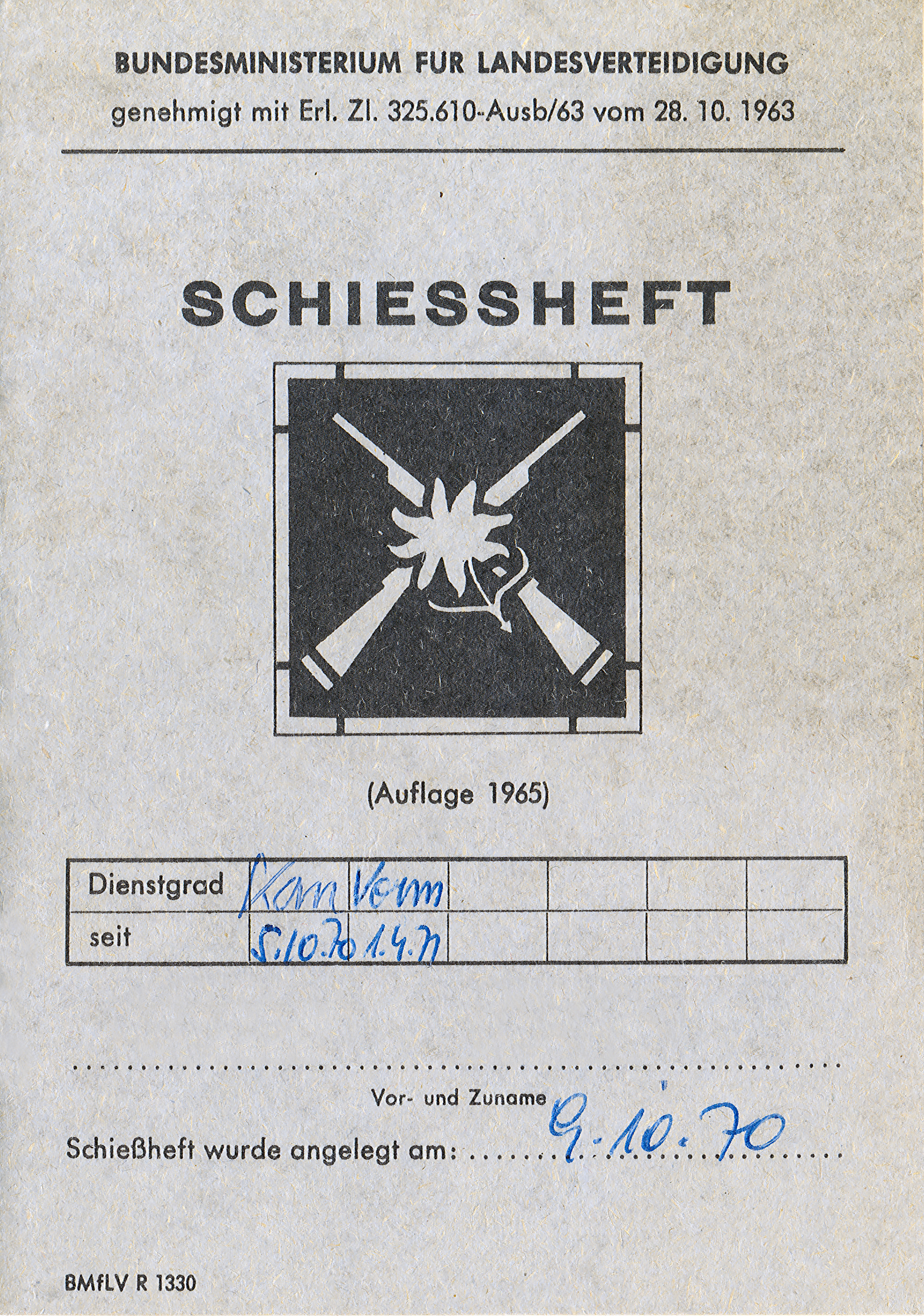
Titelblatt des österreichischen Schießhefts (1965)

Das Schießbuch dient bei der militärischen Schießausbildung der Bundeswehr als persönlicher Leistungsnachweis des Soldaten.
In das Schießbuch werden alle, mit verschiedenen Waffen, erreichten Schießergebnisse eingetragen.
Das Schießbuch bleibt in der Hand des Soldaten, darf jedoch nicht durch ihn selbst geführt werden, sondern nur durch dazu bestimmte Vorgesetzte oder Schreiber. Eintragungen erfolgen aufgrund der beim Schießen in die Schießkladde eingetragenen Ergebnisse.
Das Schießbuch enthält neben den dienstlichen Personalien (Name, Dienstgrad, Truppenteil) die  Ergebnisse des Schießens mit den verschiedenen Handwaffen (Gewehr, Pistole, MG, MP), Panzerabwehrwaffen, Fliegerabwehrwaffen und Handgranaten. Weiterhin werden die Ergebnisse der Wertungsübungen zum Erlangen der Schützenschnur bzw. des Leistungsabzeichens vermerkt.
Das Schießbuch gilt als Urkunde. Es wird nach Ausscheiden aus dem Dienst zurückgegeben und bei den Personalunterlagen des Soldaten aufbewahrt.
Die Entsprechung im österreichischen Bundesheer lautet Schießheft.

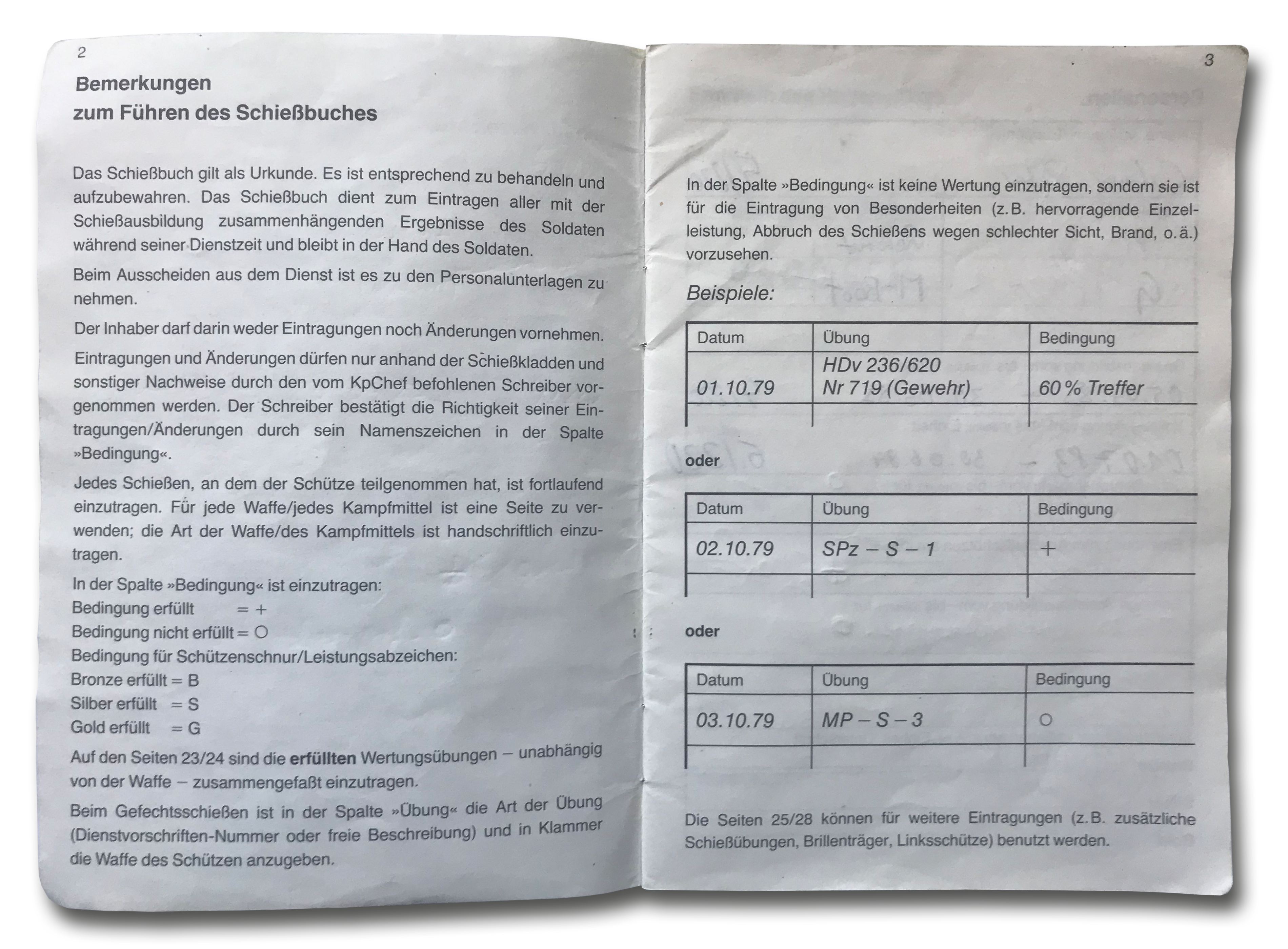
Informationen über das Schießbuch BW (Version 1983)
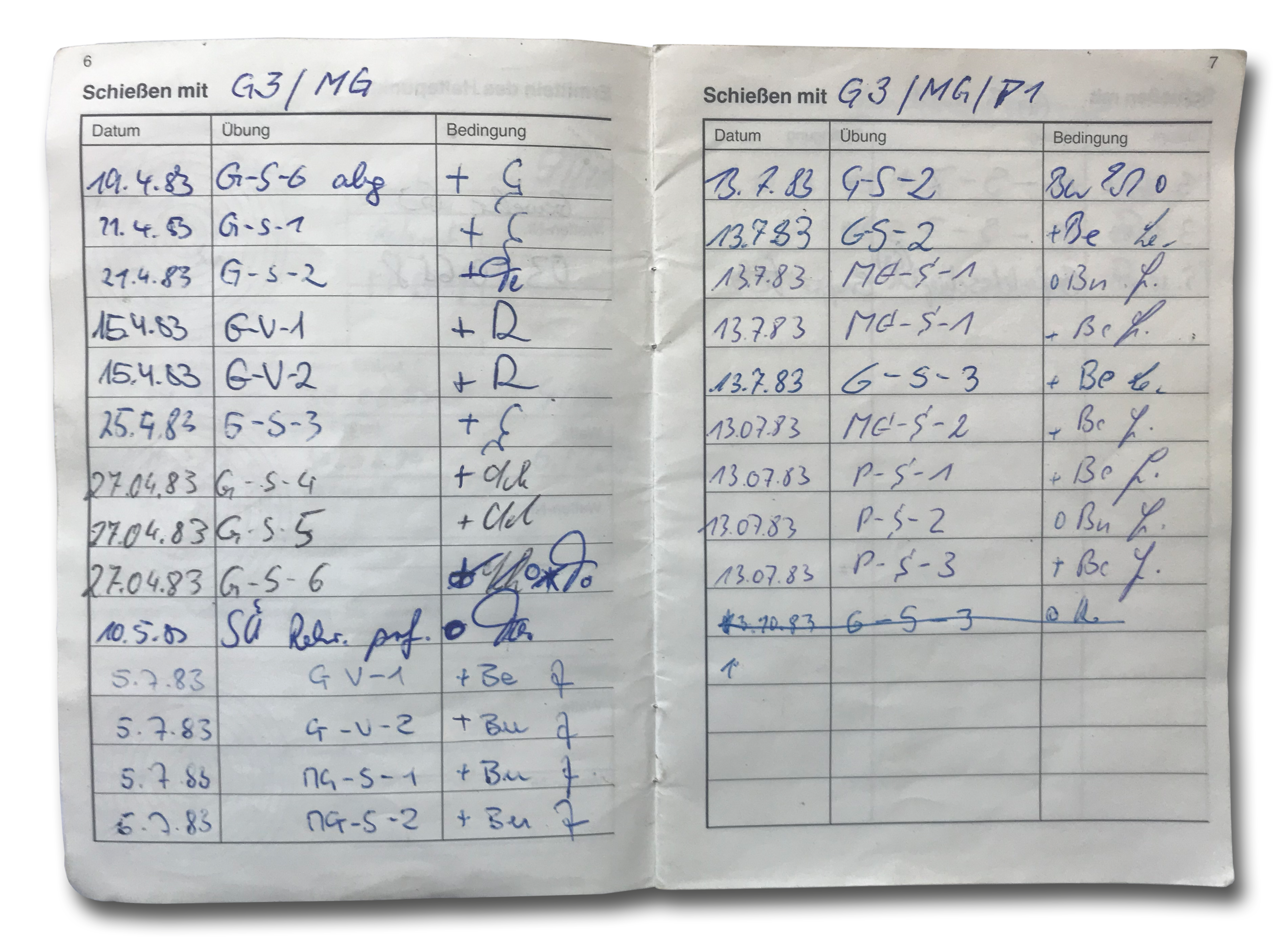
Innenseiten
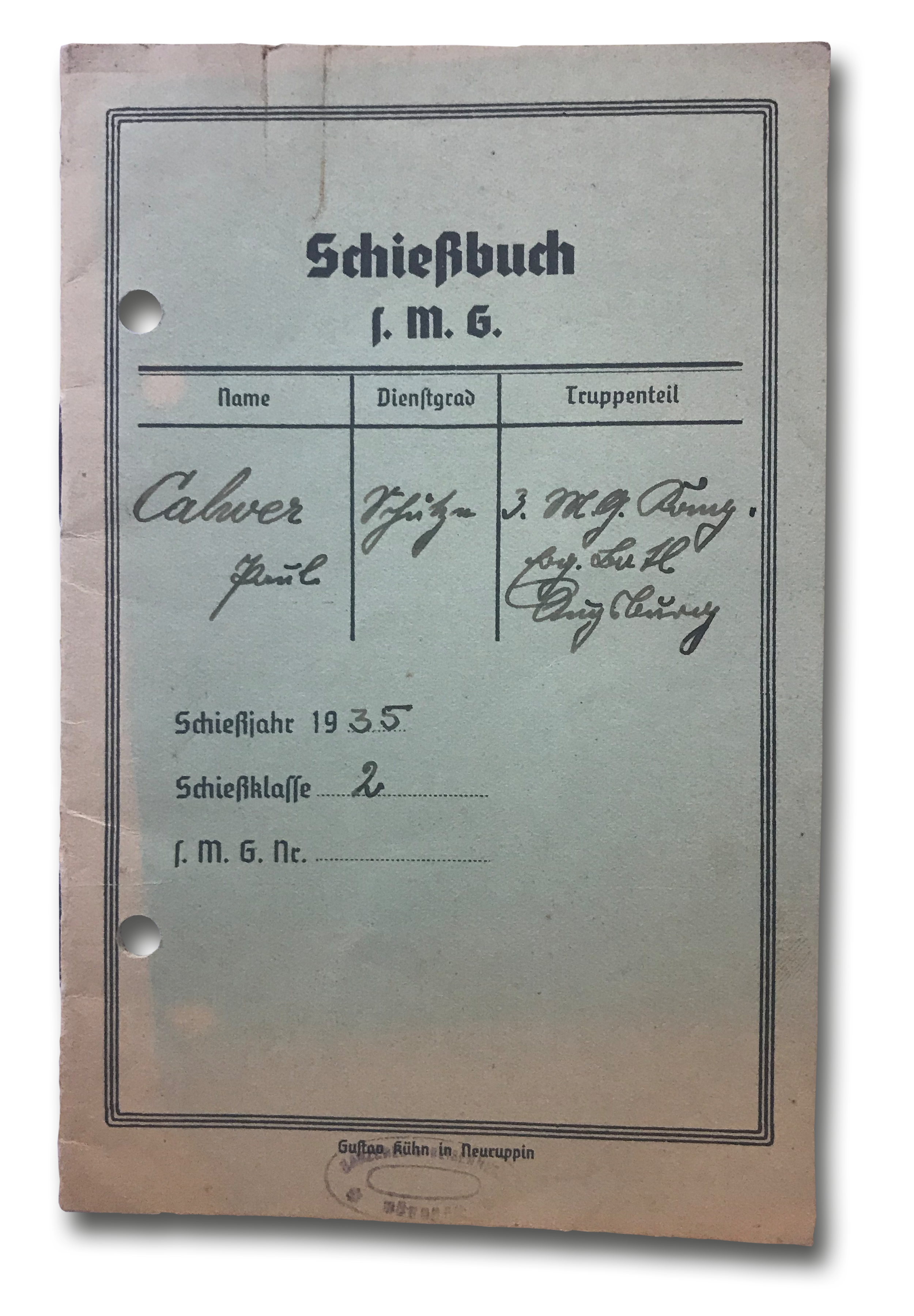
Vorderseite Schießbuch der Reichswehr (1935)
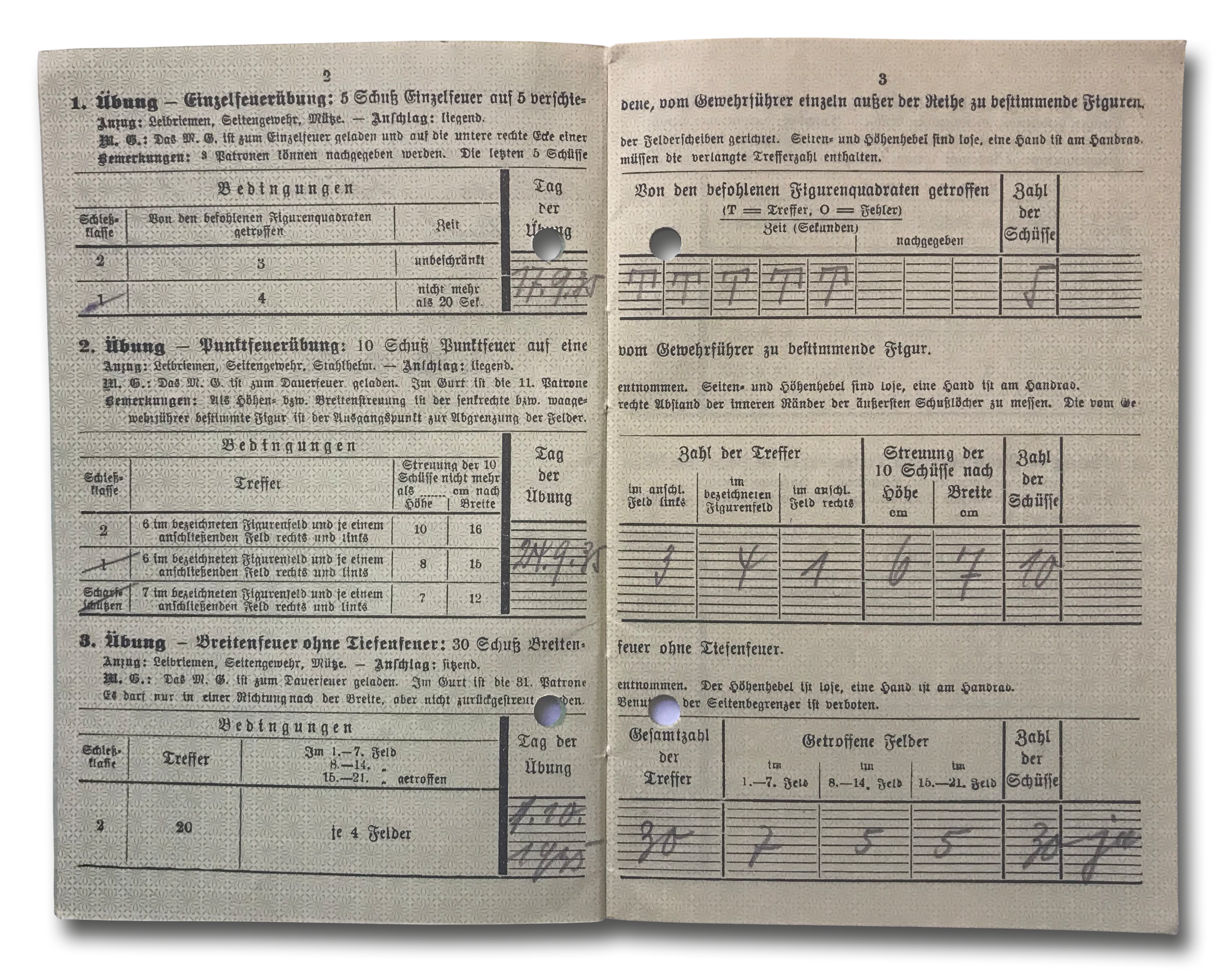
Innenseiten
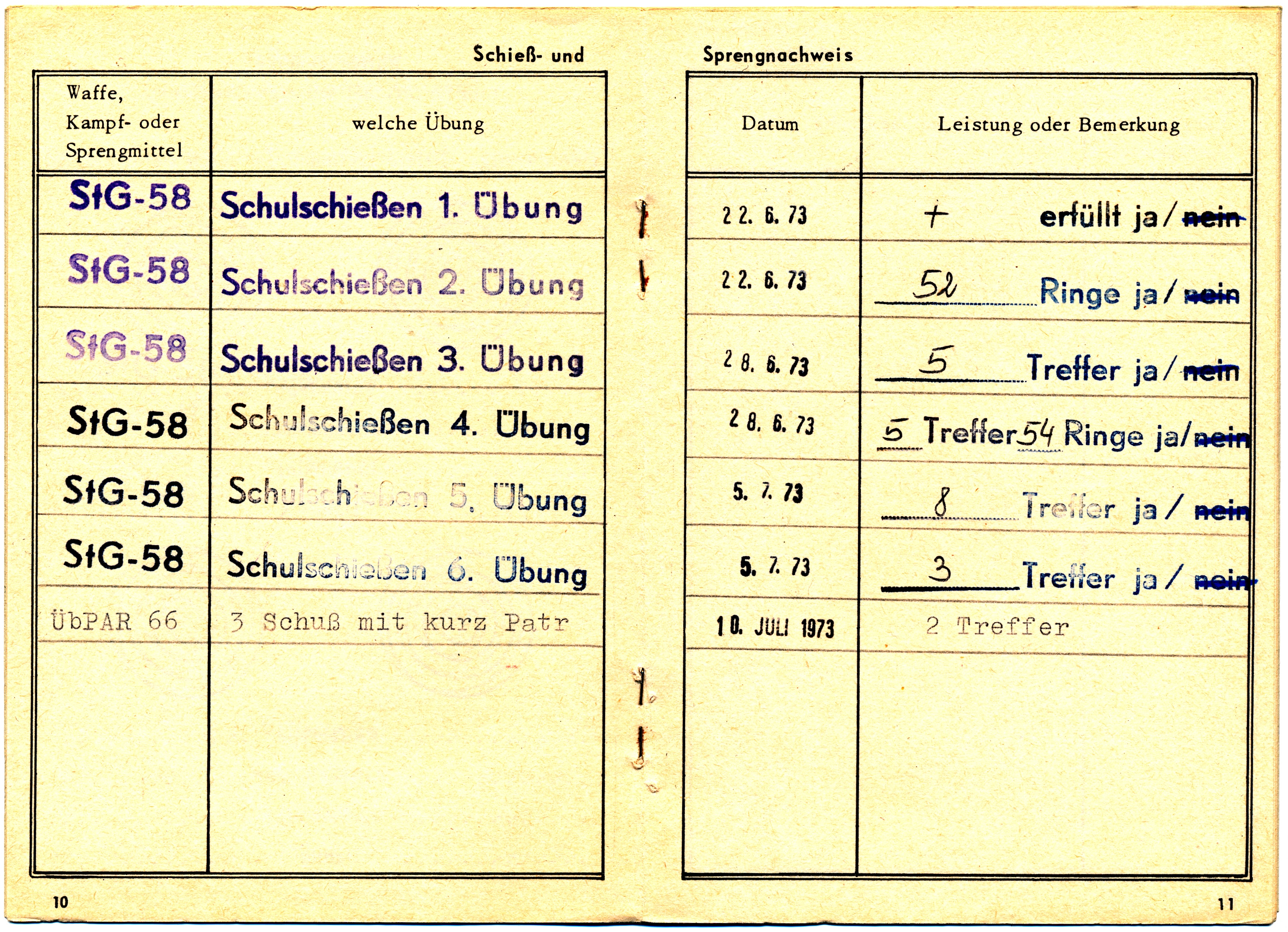
Schießheft Innenseiten, Bundesheer (Version 1971)